# Eleutherococcus seoulensis
Eleutherococcus seoulensis là một loài thực vật có hoa trong Họ Cuồng cuồng. Loài này được (Nakai) S.Y.Hu mô tả khoa học đầu tiên năm 1980.